# Гендрикьо ван Андел-Сгіппер
Гендрикьо «Генні» ван Андел-Сгіппер (нідер. Hendrikje «Henny» van Andel-Schipper; ˈɦɛndrɪkjə vɑn ˈɑndəl ˈsxɪpər; 29 червня 1890 року, Клоостровен (Смілде), провінція Дренте, Нідерланди — 30 серпня 2005 року, Хогевен, провінція Дренте, Нідерланди — нідерландська супердовгожителька, кравчиня. Офіційно вважалася найстарішою повністю верифікованою нині живою людиною на Землі з 29 травня 2004 року до власної смерті, а також є найстарішою повністю верифікованою голландкою за всю історію Нідерландів.

## Життєпис
Гендрикьо ван Андел-Сгіппер народилась 29 червня 1890 року в маленькому селі Клоостровен (Смілде), провінція Дренте, Нідерланди (нині частина Ассена) в родині Марінса Сгіппера та Еберти Венекамп. Вона народилася недоношеною і хворобливою дитиною. Через слабке здоров'я не ходила в школу. Її навчав всьому батько, який був директором місцевої школи.
Гендрикьо працювала вчителькою рукоділля і до 47 років жила з батьками. Потім переїхала в Амстердам, де познайомилася і одружилася з Діком ван Анделом. Під час Другої Світової війни пара переселилася в Хогевен. Чоловік помер у 1959 році. Гендрикьо дбала про себе сама до 106-річного віку, а потім оселилася у будинку для літніх людей.
Померла 30 серпня 2005 року у віці 115 років і 62 днів. Титул найстарішої повністю верифікованої людини на Землі перейшов до Елізабет Болден з Мемфісу, штат Теннессі, США. Згодом цей рекорд був переглянутий. Стали вважати, що в цей період найстарішою людиною на Землі була Марія Естер де Каповілья.